# Atlagić
Atlagići (Atlibegovići, Atilbegovići) plemićka obitelj u Livnu, prozvana tako po svoj prilici po onom Atliagi, koji se proslavio pri zauzeću Klisa 1536., a Atlibegovići po zaimu (lenskom vitezu) Atlibegu, koji se prvi put spominje 1642. godine.
Prema predaji ovaj se rod prvi put spominje 1526. godine. Defter Kliškog sandžaka iz 1550. spominje timar Atlije u kojem su sela Gornji Zabukovi u nahiji Saromiše (d. Livanjsko polje). Prema defteru iz 1586., Atli-aga je rodonačelnik Atlagića. Imao je sinove Zulfikara, koji je postao paša, i Isaj-bega. Evlija Čelebija zabilježio je 1660. za boravka u livanjskom kraju da su svi kućni prozori okrenuti prema odžaku Atlibegovića.
Atlagići su bili kapetani Livna. Zulfikar-paša bio je sandžak-beg Kliškog sandžaka od 1609. do 1616. godine. Mehmed-beg (sin Mustafin) je bio kninski kapetan od 1664. do 1677. godine (do 1667.?). Autor povijesnog dokumenta, pisma generalnom providuru Marinu Zorziju 1675. napisanom na hrvatskom jeziku, na ikavici.
Najistaknutiji je član ove obitelji. Mehmed, sada paša, Mehmed-paša Atlagić, kliški sandžak-beg (okružnik) od 1685. do 1687. i bosanski namjesnik (paša) od 1687. do 1688. godine. Svrgnut je s toga položaja u svibnju 1688. i postavljen za čuvara Knina i kninskog kapetana. Osumnjičen za izdaju, da je Klis predao Mlecima zato, da se osveti velikom veziru, što mu je oduzeo namjesništvo u Bosni, odveden u zatvor u Prištinu, gdje je 1689. umro. Po drugoj verziji zarobili su ga Mlečani te je umro 1689. u Bresciji. Njegov sin Mehmed-beg izgubi 1711. bez ikakve krivnje livanjsku kapetaniju. Hrvatski književnik Ivan Aralica opisao je Mehmed-pašu u romanu Put bez sna.
Od 1711. Atlagići su samo zaimi. 
Na drugom mjestu spominje se 1711. Muhamed-beg kao posljednji iz obitelji Atlagića.
Drugi izvori spominju Atlagiće samo u Livnu. 1740. je godine u Livnu umro pjesnik Mustaj-beg Atlagić, nadimka Safi.
Mehmed-paša Atlagić poginuo je 1807. pod Loznicom. 1861., s njegovim unukom Alibegom Atlagićem izumrla je ta obitelj u muškoj lozi, a 1919. umrla je i posljednja Atlagićka, koja se udala u obitelj begova Kapetanovića.
Atlagiće su opjevali i kršćanski i muslimanski narodni pjevači u vezi s povijesnim događajima (na pr., kako je Atlagić Mujo zavojštio na Cetinu) i s općim motivima (na pr., kako su Atlagići uzidali čobanče).
Po Atlagićima nosi ime Atlagić-kula kod Benkovca.